# Stringart
Stringart (englisch Fadenkunst) ist ein Sammelbegriff für eine Bildgestaltungstechnik in der Bildenden Kunst. Durch das Aneinanderreihen verschiedenartiger Garne und deren Fixierung auf einen festen Untergrund entstehen Garnbilder.
Geographisch sind Stringart-Bilder grundsätzlich zu unterscheiden zwischen Fernost (China), dem amerikanischen Kontinent und Europa. Während in China vorwiegend Seidenfäden zu Miniaturen verarbeitet werden, greifen zum Beispiel die Huichol-Indianer in Mexiko auf relativ grobe und starke Baumwollfäden zurück. In Europa dagegen finden Kunst-, Seiden- und mercerisierte Baumwollgarne Verwendung. Stringart-Bilder wirken häufig sehr farbenfroh und ausdrucksstark.
Technik: Kunst-, Seiden- oder Baumwollgarne werden auf einen Untergrund aufgezogen durch Kleben oder das Umspannen von Nägeln. Beim Umspannen von Nägeln müssen diese zunächst in den Untergrund eingeschlagen werden. Der Untergrund besteht oftmals aus Holz oder anderen tragfähigen Materialien wie Kork.  Während die Huichol-Indianer speziell zubereitete Baumharze verwenden, dienen in Europa eher moderne Industriekleber als Haftmittler. Auf die entsprechend präparierten Holzplatten werden die Garnfäden einzeln von Hand verlegt und fixiert.
Der Ursprung der Garnbilder ist nicht genau bekannt. Einerseits wird behauptet, dass China Ausgangspunkt ist, andererseits wird davon ausgegangen, dass Missionare einst diese Technik in Mexiko eingeführt haben.

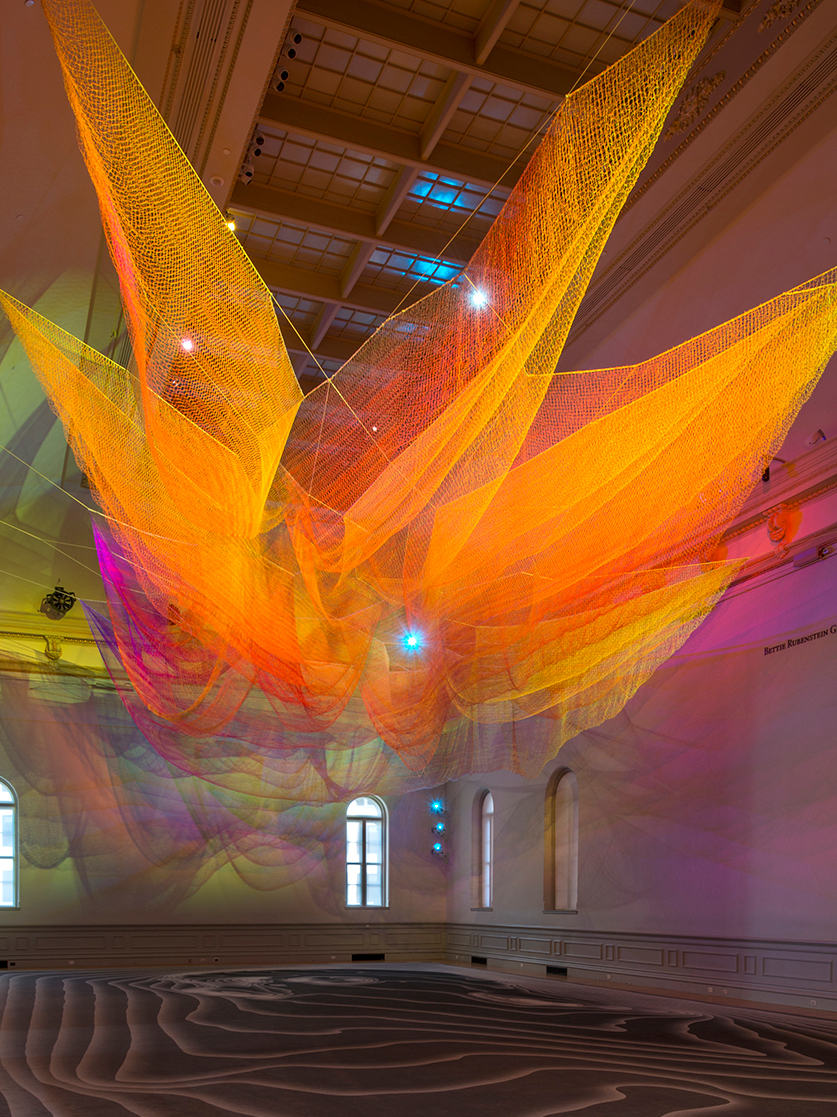
Janet Echelman 1.8 Renwick
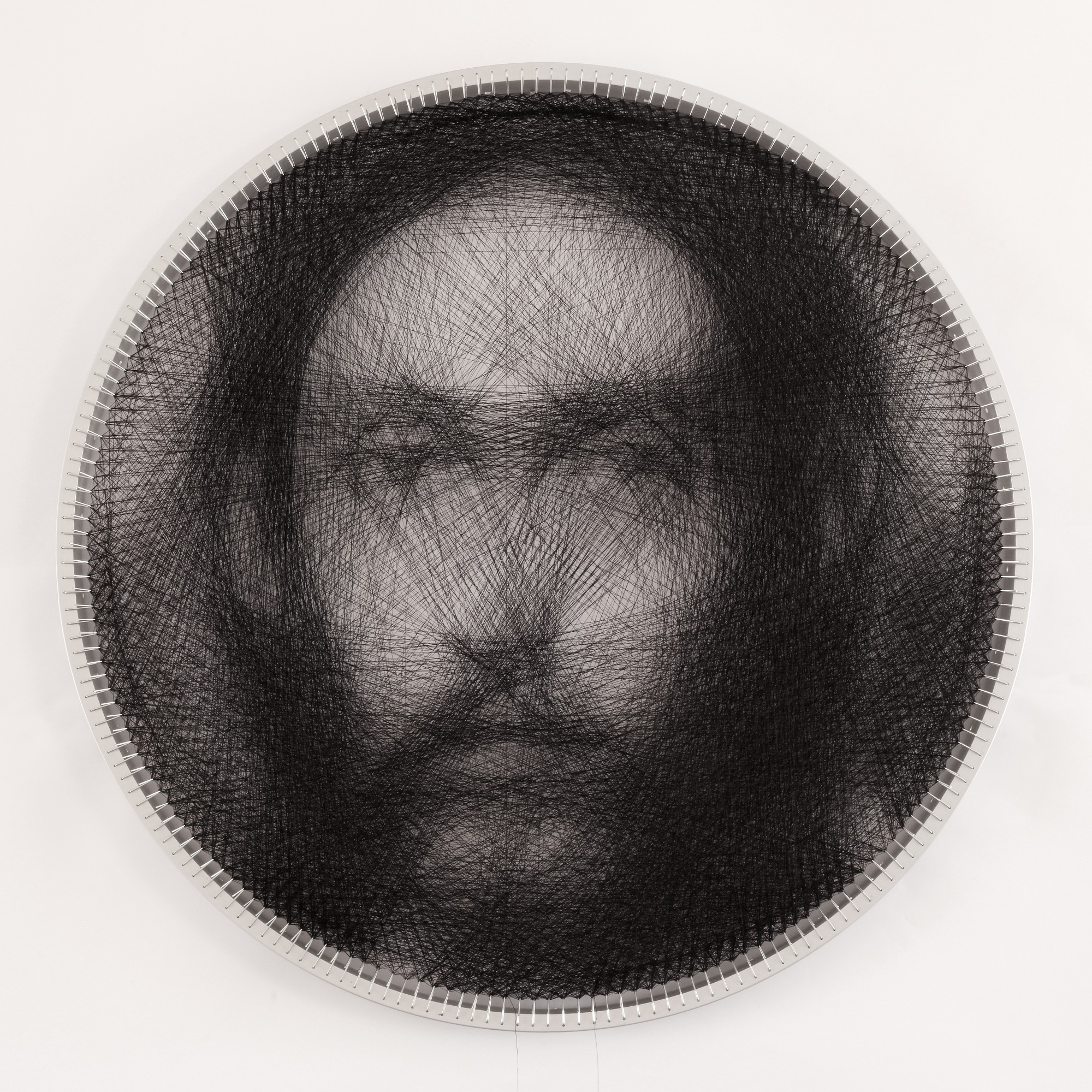
El Grecos' Der Erlöser von Petros Vrellis
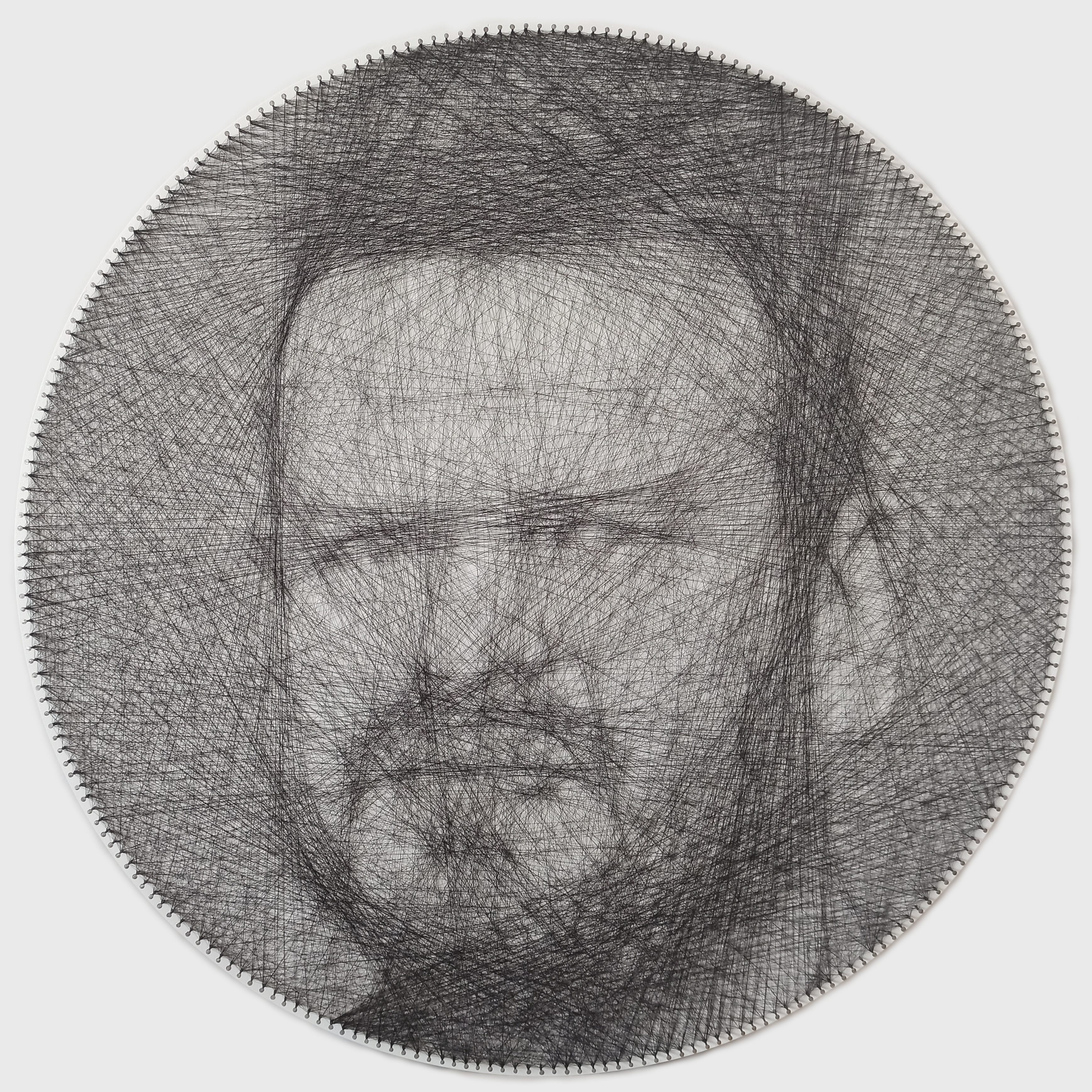
Jaroslaw Pijarowski von Jacek Karaś (2021)